# Forti dell'Esseillon
La Barriera dell'Esseillon o Forti dell'Esseillon è una serie di cinque fortificazioni costruite nel XIX secolo su uno sperone roccioso che sbarra l'alte valle dell'Arco, sul comune di Aussois (Valle della Moriana, a sei chilometri a monte di Modane), per proteggere il Piemonte da un'eventuale invasione francese. Essa comprende quattro forti e una ridotta, che portano i nomi di membri della famiglia dei Savoia.

## Storia

### Periodo sardo
La distruzione delle fortezze di Montmelian, vicino a Chambery, e del forte della Brunetta, a Susa, durante la campagna d'Italia del 1796 lasciarono sguarnito l'accesso verso il Piemonte attraverso la Val Moriana e il colle del Moncenisio. Per di più, durante la dominazione Napoleonica era stata costruita la strada carrozzabile del Moncenisio (in precedenza il colle maggiormente utilizzato era il Piccolo Moncenisio che però era servito da una strada stretta e con molta pendenza) rendendo l'accesso verso il Piemonte agevole anche ad un esercito con l'artiglieria al seguito.
Si fece fronte all'esigenza di sbarrare questa direttrice con la costruzione di una piazzaforte secondo i principi dell'ingegnere militare Montalembert, padre della cosiddetta "Fortificazione perpendicolare". Tra il 1819 e il 1834 furono dunque costruiti i forti dell'Esseillon ("Lesseillon" nella dizione italiana dell'epoca), finanziati con le indennità per i danni di guerra versati dalla Francia al Regno di Sardegna nel 1815 a seguito di quanto deciso nel Congresso di Vienna, su pressione dell'Austria che, all'epoca, considerava il Regno di Sardegna uno Stato cuscinetto con la Francia a protezione dei suoi territori italiani.
Presso il sito dell'Esseillon trascorse una parte del proprio servizio militare, nella specialità del genio, il giovane Camillo Benso conte di Cavour.
I forti dell'Esseillon non ebbero mai la prova del fuoco in quanto l'alleanza franco-sarda del 1857 li rese inutili.

#### Organico "Fortezza di Lesseillon" al 1856[1]
Qui di seguito riportiamo l'organigramma della fortezza (compresa all'interno della divisione militare della Savoia) poco prima che la stessa passasse alla Francia:
- Comandante della piazza: Colonnello Francesco Gazzera
- Ufficiali: Capitano Luigi Prospero Bastian, Sottotenenti Giuseppe Caronesi e Flaminio Borsieri
- Sottoufficiali: Guardarmi Giuseppe Bosio, Giovanni Orgeas, Giuseppe Gariglio
- Sottocommissario di guerra: Giuseppe Favre
- Contabile: Giuseppe Frisetti
- Medico di battaglione: Dott. Benedetto Pejrolo
- Cappellano: don Luigi Negrinelli

### Periodo francese
Il trattato di Torino del 1860, col quale il regno di Sardegna cedeva Nizza e Savoia alla Francia in cambio della Lombardia, prevedeva la cessione del sito alla Francia che si impegnava alla distruzione di tutti i forti. La Francia però non rispettò le clausole del trattato (che prevedevano la distruzione dei forti) e distrusse solo il forte Carlo-Felice, quello meno idoneo per proteggersi da un attacco dal versante piemontese. Gli altri forti vennero ristrutturati e il loro fronte di fuoco venne spostato dal lato francese a quello verso l'Italia.
Durante la seconda guerra d'indipendenza italiana il complesso fu utilizzato da centro logistico per l'esercito francese impegnato in Italia e da ospedale per i feriti che provenivano dal fronte.
Durante la seconda guerra mondiale i forti vennero occupati dall'Italia. Il forte Vittorio-Emanuele fu trasformato in un campo di prigionia per prigionieri politici mentre la ridotta Maria-Teresa venne adibita a caserma della Regia Guardia di Finanza. Dopo l'armistizio il forte Vittorio-Emanuele fu occupato dalle truppe tedesche che costruirono, su una delle terrazze un bunker per tenere sotto tiro la strada nazionale.
Dopo la guerra il sito visse un lungo periodo di abbandono. Oggi i diversi forti sono stati oggetto (e alcuni lo sono tuttora) di accurati lavori di restauro.

## I forti
I forti dell'Esseillon sono stati costruiti seguendo le teorie di Montalembert che si fonda sul principio delle fortificazioni perpendicolari e sulle cosiddette torri a cannoni. In questo modello i forti si proteggono reciprocamente con il tiro incrociato, creando un vero e proprio campo trincerato all'interno del quale potevano trovare protezione circa 10.000 uomini.
Quattro dei forti si trovano sulla riva destra dell'Arc e tenevano sotto tiro l'altopiano di Aussois (dove era stato costruita una serie di trinceramenti bastionati oggi scomparsi), il colle dell'Esseillon (dove transitava una delle due strade che portavano verso l'Italia e che fu fortificato con opere ad hoc, ancora oggi in parte visibili), la parte della valle che portava a Modane, nonché la strada che portava verso il colle del Moncenisio e che passava sulla riva sinistra dell'Arc.
Proprio per tenere sotto tiro ravvicinato questa strada e il vicino ponte girevole sul torrente Nant, che è attraversabile solo in questo punto, fu costruita sul lato sinistro dell'Arc la ridotta Maria Teresa. Il profondo canyon scavato dal fiume Arc fu attraversato da un ponte sospeso, ristrutturato e ancora esistente, detto Ponte del Diavolo e che univa la ridotta Maria Teresa col resto della Piazza.
Più nel dettaglio ecco un elenco dei forti, partendo da quelli posti più in quota:
- Forte Maria Cristina: costituiva uno dei due punti agli estremi settentrionali del campo trincerato. Teneva sotto tiro l'altopiano di Aussois e la valle della Maurienne fino a Modane. Oggi è stato completamente restaurato ed ospita un ostello ed un albergo
- Forte Carlo Alberto: era l'altro caposaldo del campo trincerato a nord, tenendo sotto tiro anch'esso l'altopiano di Aussois. La sua costruzione non fu mai portata a termine.
- Forte Carlo Felice: posto a protezione ravvicinata del Forte Vittorio Emanuele e del colle dell'Esseillon fu l'unico forte parzialmente smantellato dai francesi in seguito alle clausole del trattato di Torino. Oggi è in rovina.
- Forte Vittorio Emanuele: era l'opera più importante dell'intero complesso, poteva accogliere una guarnigione di 1500 uomini ed era la sede del comando della Piazza, dell'ospedale e della Chiesa. Esteso su diversi livelli, con un dislivello di oltre 150 metri, teneva sotto tiro la strada verso il Moncenisio nonché la bassa valle. Sono in corso lavori di restauro ed è aperto al pubblico.
- Ridotta Maria-Teresa: unica opera posta sulla riva sinistra dell'Arc aveva il compito di difesa ravvicinata del ponte posto sul torrente Nant. Oggi è stata completamente ristrutturata ed ospita un bar e un museo.

## Galleria d'immagini

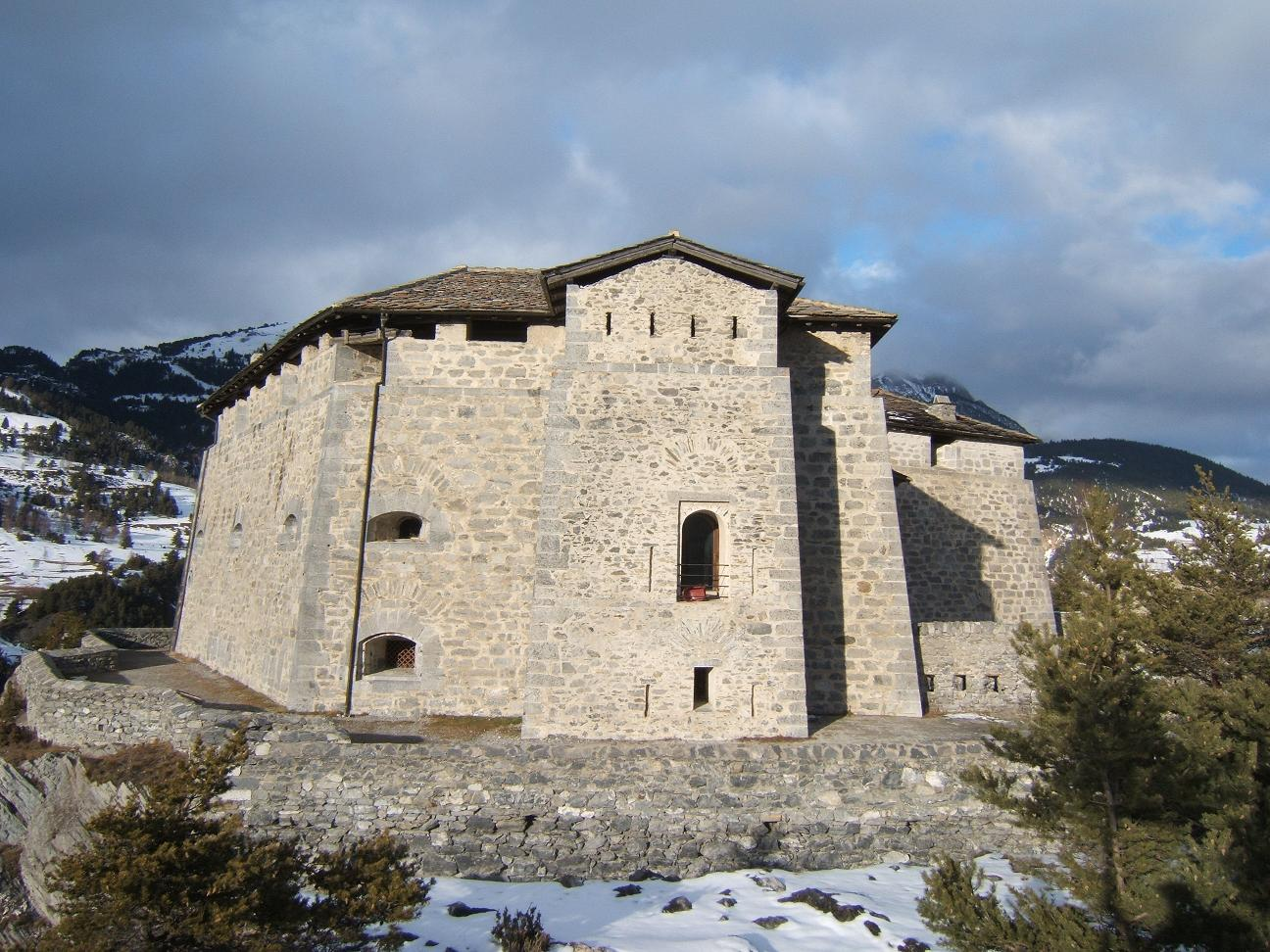
Forte Maria-Cristina.
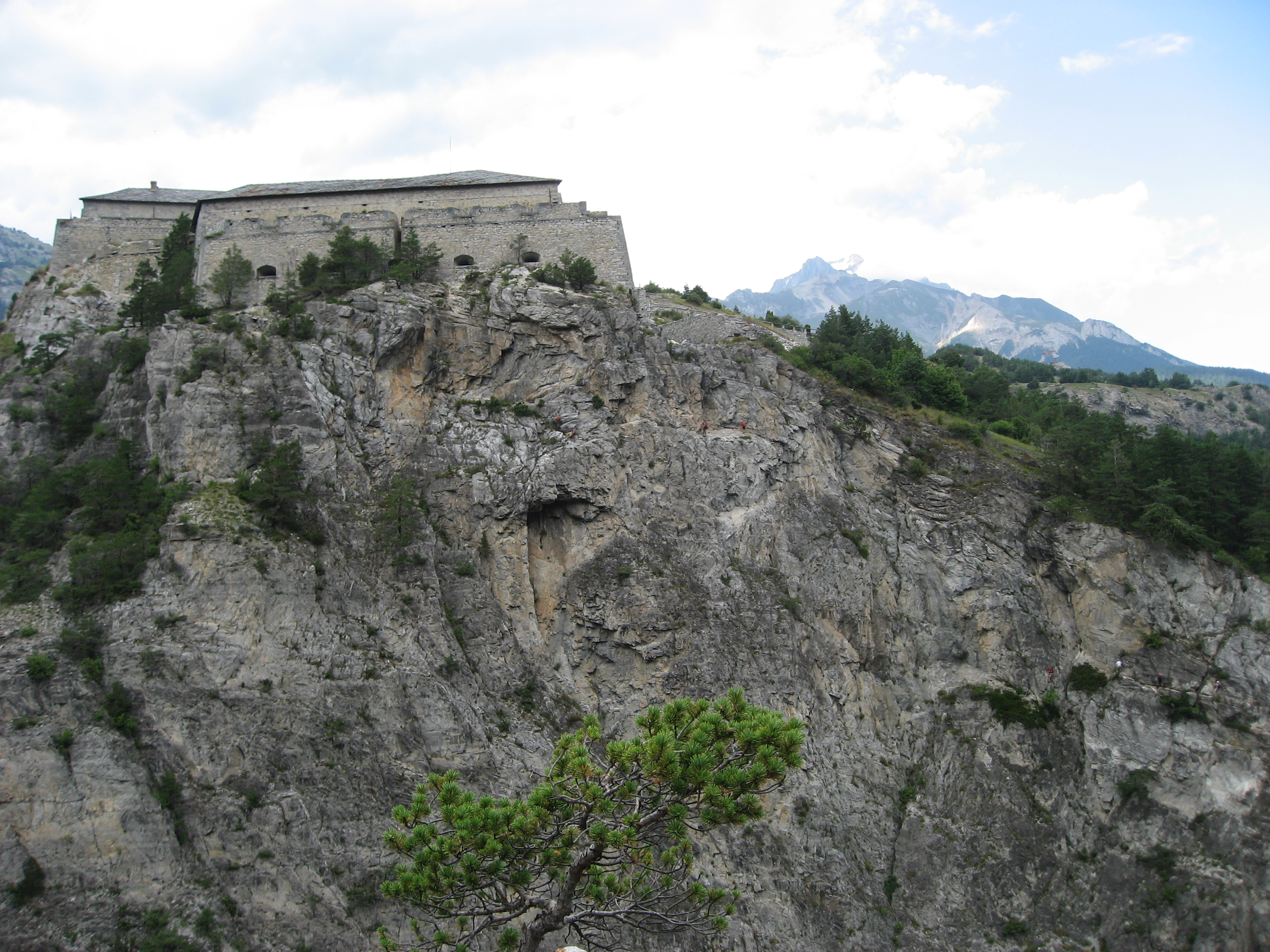
Forte Vittorio Emanuele.
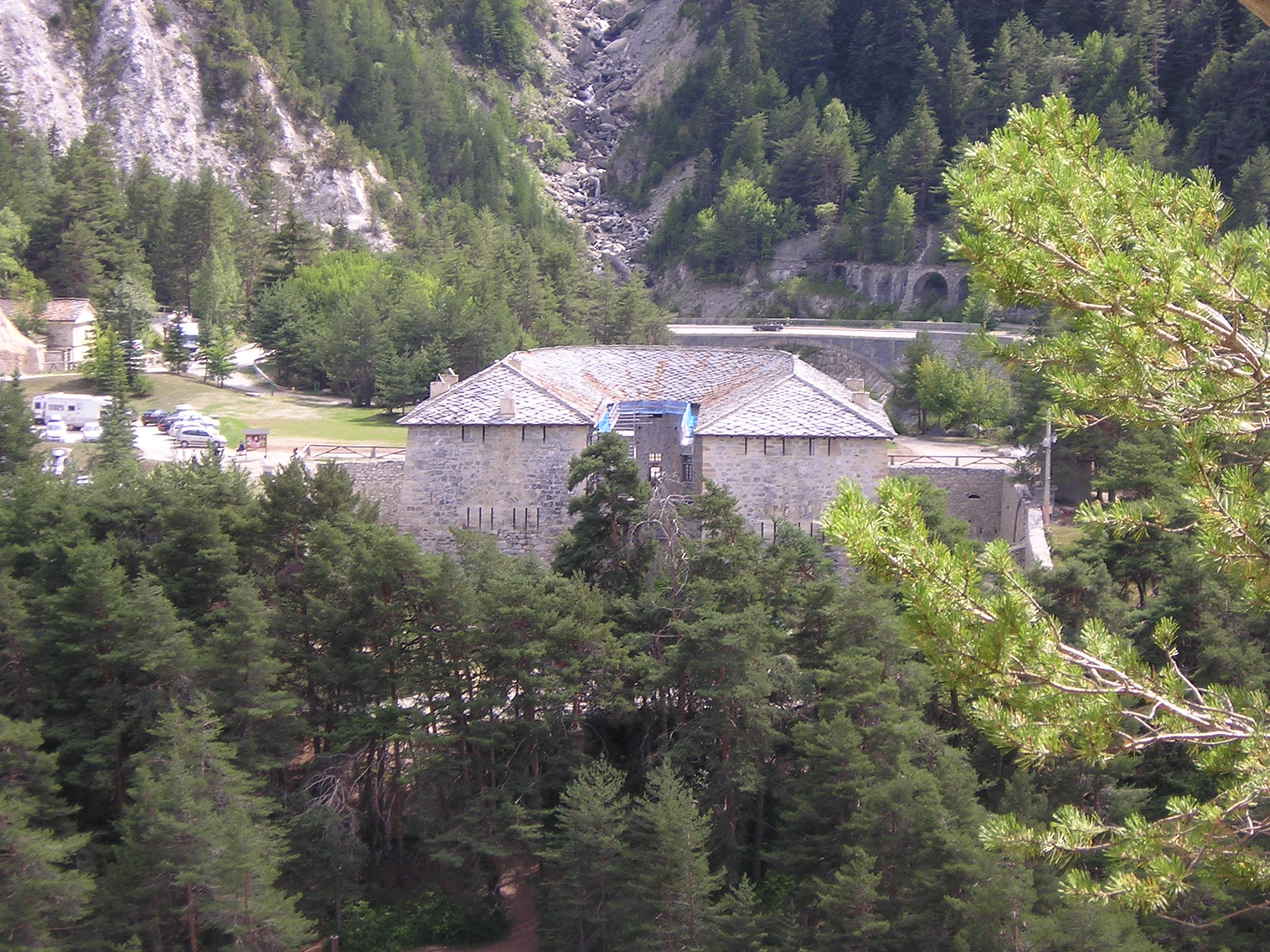
Ridotta maria teresa vista dal forte Vittorio Emanuele.
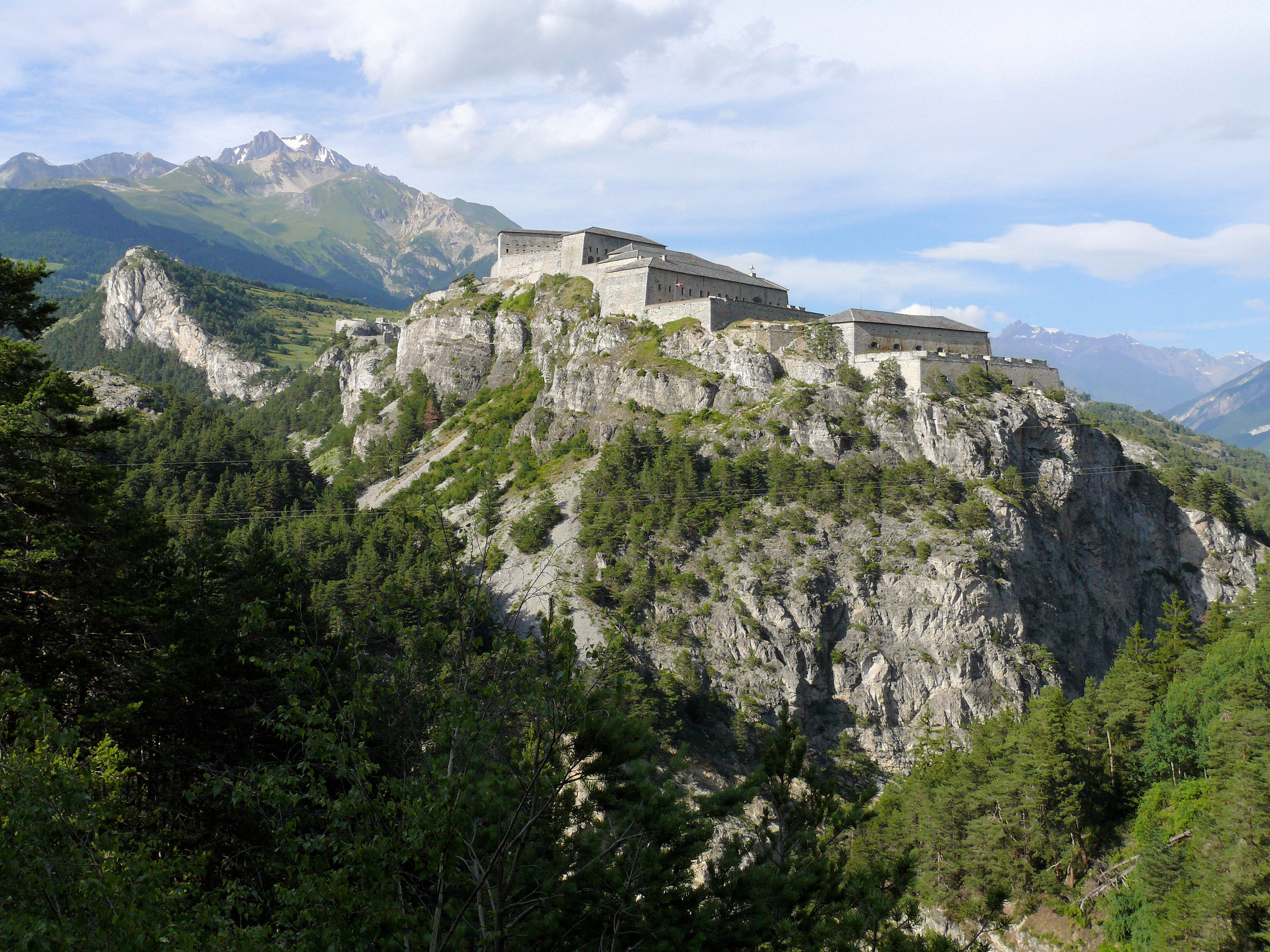
Forte Vittorio Emanuele
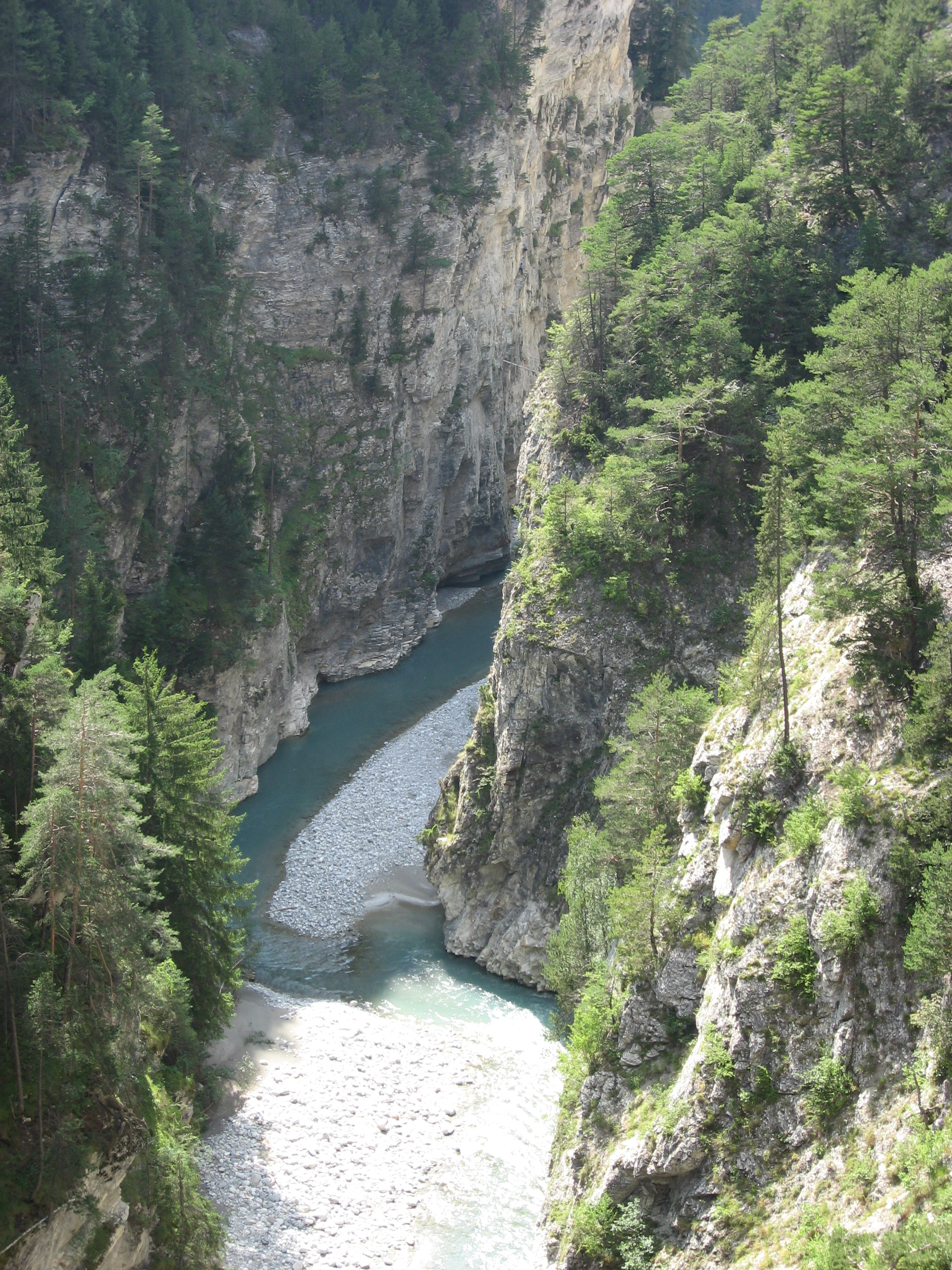
Gola tra la ridotta Maria teresa e gli altri forti.
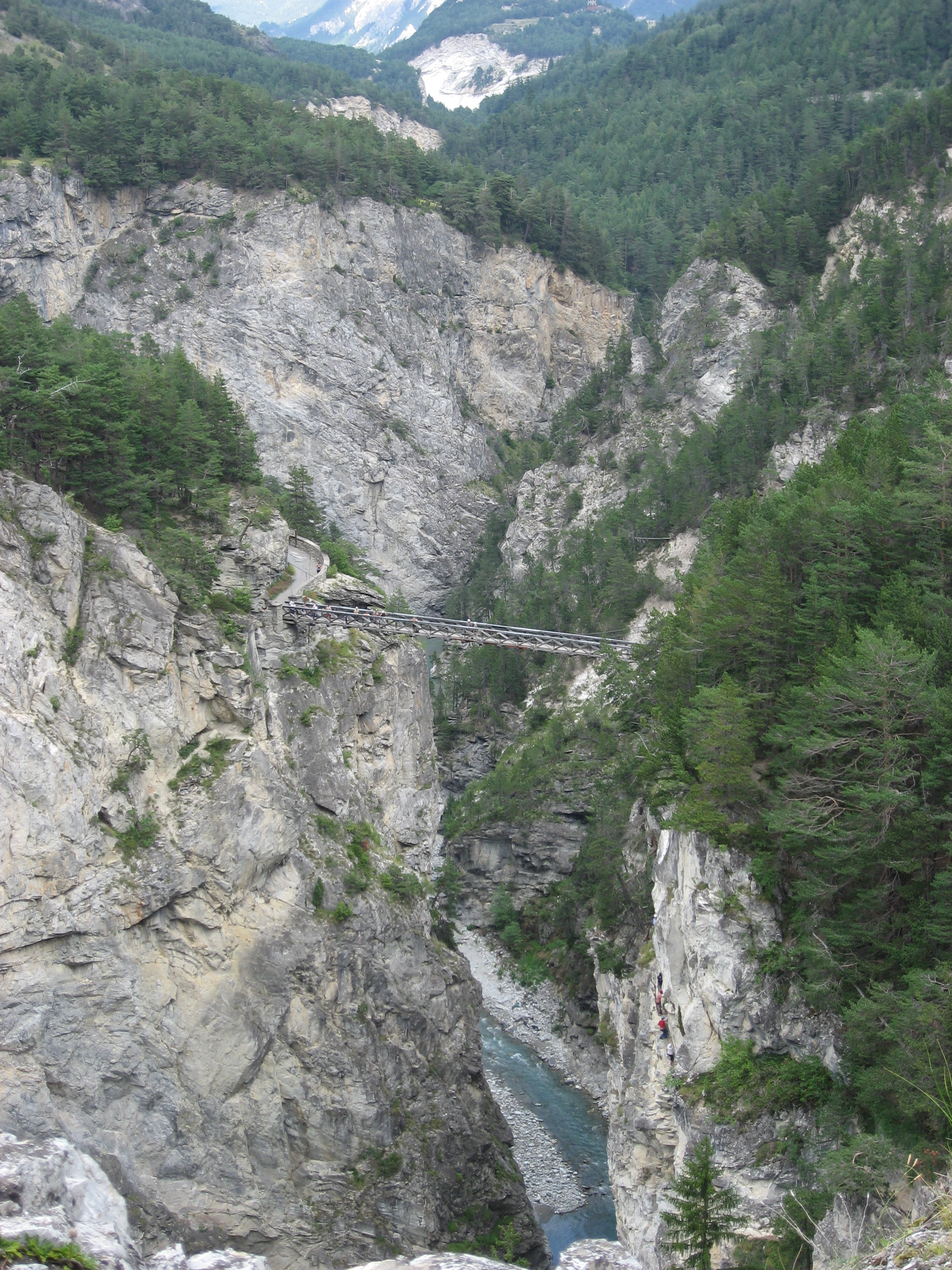
Il Ponte del diavolo.